# قطعنامه ۱۶۷۷ شورای امنیت
قطعنامه ۱۶۷۷ شورای امنیت سازمان ملل متحد که در تاریخ ۱۲ مه ۲۰۰۶ تصویب شد، سندی بین‌المللی دربارهٔ بررسی وضعیت تیمور شرقی است. این قطعنامه طی نشست ۵۴۳۶ام با ۱۵ رای موافق، ۰ مخالف و ۰ ممتنع تصویب شد.